# Stavros Sarafis
Stavros Sarafis (en griego: Σταύρος Σαράφης; Epanomi, Grecia; 17 de enero de 1950-13 de octubre de 2022) fue un futbolista griego que pasó toda su carrera en el PAOK, jugando como centrocampista ofensivo o delantero. Fue uno de los jugadores más famosos del club y también el máximo goleador de todos los tiempos. Su apodo era "César" (en griego: "Kaisaras").

## Carrera
Sarafis nació en Epanomi, en las afueras de Salónica en el año 1950. Fue descubierto por el presidente Giorgos Pantelakis y se unió al PAOK en el año 1967, permaneciendo en el club durante 14 años y retirándose en 1981. Fue un goleador prolífico, anotando 136 goles en 358 partidos de liga con el PAOK. También marcó 26 goles en la Copa de Grecia y 8 en competiciones de la UEFA, para un total de 170 goles. Su asociación con Giorgos Koudas fue uno de los dúos de ataque más prolíficos del fútbol griego durante la década de 1970, ganando un campeonato de liga y dos copas. Después de retirarse, continuó trabajando para el club en varios puestos, incluido el de asistente de gerente.

### Club
Jugó toda su carrera con el PAOK Salónica FC de 1967 a 1981 en la que anotó 170 goles en 358 partidos, de los cuales 26 goles fueron en la Copa de Grecia y ocho en competiciones europeas, siendo campeón nacional en la temporada 1975/76 y campeón nacional de copa en dos ocasiones.

### Selección nacional
Jugó para Grecia de 1969 a 1977 con la que anotó siete goles en 32 partidos.

### Tras el retiro
Fue entrenador asistente del PAOK Salónica FC en cinco etapas diferentes y dirigió al equipo juvenil de 2010 a 2013.

## Muerte
Sarafis murió el 13 de octubre de 2022 a los 72 años por un paro cardiaco.

## Logros
- Liga griega (1): 1975–76
- Copa de Grecia (2): 1971–72, 1973–74